# Campeonato Europeo de Patinaje Artístico sobre Hielo de 2024
El CXV Campeonato Europeo de Patinaje Artístico sobre Hielo se celebró en Kaunas (Lituania) del 8 al 14 de enero de 2024 bajo la organización de la Unión Internacional de Patinaje sobre Hielo (ISU) y la Federación Lituana de Patinaje sobre Hielo.
Las competiciones se realizaron en la Žalgiris Arena de la ciudad lituana.

## Calendario
- Hora local de Lituania (UTC+2).

| Programa corto | Programa libre |

| Fecha       | Hora        | Evento            |
| ----------- | ----------- | ----------------- |
| 10 de enero | 13:00–15:50 | Parejas           |
| 10 de enero | 17:15–21:50 | Masculino         |
| 11 de enero | 13:15–17:55 | Femenino          |
| 11 de enero | 19:00–21:50 | Parejas           |
| 12 de enero | 12:00–17:00 | Danza sobre hielo |
| 12 de enero | 18:00–21:50 | Masculino         |
| 13 de enero | 13:00–16:55 | Femenino          |
| 13 de enero | 18:30–21:50 | Danza sobre hielo |

## Resultados

### Masculino
| Puesto | Nombre            | País    | Puntos |
| ------ | ----------------- | ------- | ------ |
| Oro    | Adam Siao Him Fa  | Francia | 276,17 |
| Plata  | Aleksandr Selevko | Estonia | 256,99 |
| Bronce | Matteo Rizzo      | Italia  | 250,87 |

### Femenino
| Puesto | Nombre              | País    | Puntos |
| ------ | ------------------- | ------- | ------ |
| Oro    | Loena Hendrickx     | Bélgica | 213,25 |
| Plata  | Anastasiya Gubanova | Georgia | 206,52 |
| Bronce | Nina Pinzarrone     | Bélgica | 202,29 |

### Parejas
| Puesto | Nombre                                | País    | Puntos |
| ------ | ------------------------------------- | ------- | ------ |
| Oro    | Lucrezia Beccari / Matteo Guarise     | Italia  | 199,19 |
| Plata  | Anastasiya Metiolkina / Luka Berulava | Georgia | 196,14 |
| Bronce | Rebecca Ghilardi / Filippo Ambrosini  | Italia  | 195,68 |

### Danza sobre hielo
| Puesto | Nombre                               | País        | Puntos |
| ------ | ------------------------------------ | ----------- | ------ |
| Oro    | Charlène Guignard / Marco Fabbri     | Italia      | 214,38 |
| Plata  | Lilah Fear / Lewis Gibson            | Reino Unido | 210,82 |
| Bronce | Allison Reed / Saulius Ambrulevičius | Lituania    | 203,37 |

## Medallero
| Núm. | País        | Oro | Plata | Bronce | Total |
| ---- | ----------- | --- | ----- | ------ | ----- |
| 1    | Italia      | 2   | 0     | 2      | 4     |
| 2    | Bélgica     | 1   | 0     | 1      | 2     |
| 3    | Francia     | 1   | 0     | 0      | 1     |
| 4    | Georgia     | 0   | 2     | 0      | 2     |
| 5    | Estonia     | 0   | 1     | 0      | 1     |
| 5    | Reino Unido | 0   | 1     | 0      | 1     |
| 7    | Lituania    | 0   | 0     | 1      | 1     |
|      | TOTAL       | 4   | 4     | 4      | 12    |